# Красная Звезда (Зерноградский район)
Кра́сная Звезда́ — хутор в Зерноградском районе Ростовской области России.
Входит в состав Красноармейского сельского поселения.

## Население
| 2010 |
| ---- |
| 156  |

## Улицы
На хуторе имеется одна улица: Красная Звезда.